# قوی‌تر (چیزی که تو رو نمی‌کشه)
«قوی‌تر (چیزی که تو رو نمیکشه)» (به انگلیسی: Stronger (What Doesn't Kill You)) گاهی با نام قوی‌تر نیز شناخته می‌شود ترانه‌ای از پنجمین آلبوم استودیوی کلی کلارکسون به نام قوی‌تر است که جورجن الوفسون و علی تامپوسی و دیوید گامسون و گریگ کورستین آن را سروده‌اند و گریگ کورستین تهیه‌کنندهٔ آن است.